# Вентиляційна шахта

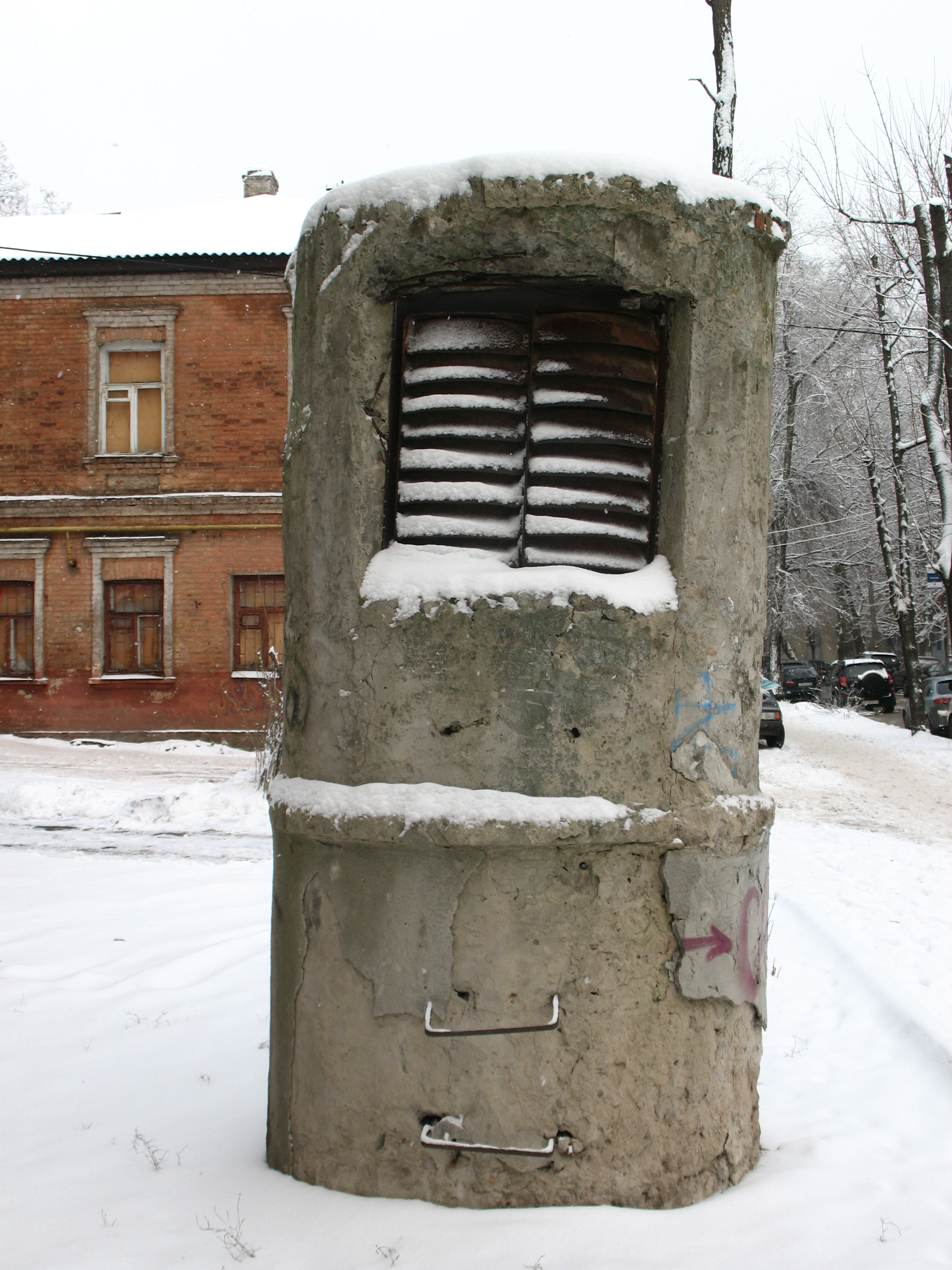
Вихід назовні приточної вентиляційної шахти у Харкові. (споруда 1930-тих років)

Вентиляційна шахта — технічна споруда, яка призначена для забезпечення ефективного повітрообміну між приміщенням і атмосферою.
Вентиляційні шахти зазвичай мають вигляд:
- Стовбура, який має вертикальне розташування, і проходить наскрізь через всю будівлю або інше приміщення (як для ліфта).
- Повітряного рукава — спеціяльного повітроводу, що забезпечує вентиляцію, як у вуглевидобувних шахтах.

## В метро

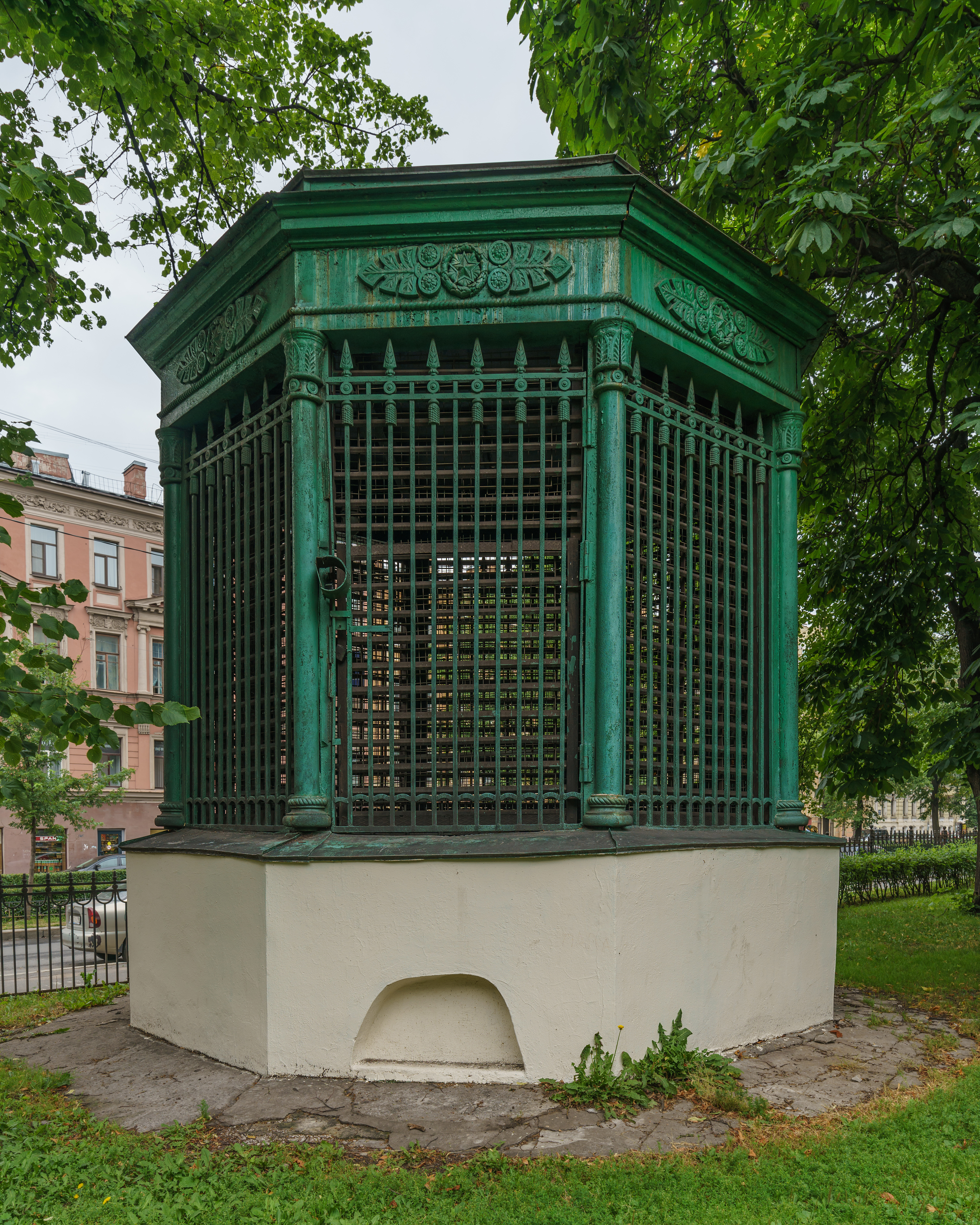

Вентиляційна шахта метро (скорочено ВШ) — споруда, яка складається з вентиляційної камери, вентиляційного стволу, який йде до поверхні землі, і розташованого на оголовці вентиляційного кіоска. Вентиляційні шахти метрополітенів використовуються для примусового чи природного руху повітря підземних споруд: постійної, тимчасової (наприклад, для підсушування тунелів) або аварійної (у випадку пожеж чи задимлень. Для організації потоку повітря у ветниляційній камері, встановлюють реверсивні вентилятори (зазвичай, від 1 до 4).

### Розташування
Вентиляційні шахти зазвичай розташовуються біля парків або зелених насаджень, щоб запобігти потраплянню отруйних газів в метрополітен.

### Охорона
На кожному об'єкті вентиляційних шахт в країнах СНД, встановлена система різних детекторів на зміну внутрішнього об'єму. При спрацьовуванні сигналізації, до вентиляційної шахти прибуває чергуючий наряд МВС на метрополітені. Крім цього, у всіх вентиляційних шахтах метрополітену встановлені: детектори хімічної зброї та детектори промислових шкідливих викидів. У випадку їх спрацьовування, усі герметичні затвори, закриваються.